# KRAS
KRAS, acronimo di Kirsten rat sarcoma virus, è un gene che fornisce istruzioni per codificare una proteina chiamata K-Ras, una parte del percorso RAS/MAPK. Quest'ultimo è una catena di proteine che comunicano il segnale proveniente da un recettore ubicato sulla superficie della cellula fino al DNA presente nel suo nucleo.
La proteina K-Ras trasmette i segnali dall'esterno della cellula al nucleo della cellula. Questi segnali istruiscono la cellula a crescere e dividersi (proliferazione cellulare) o a maturare e ad assumere funzioni specializzate (differenziazione cellulare). Si chiama KRAS perché è stato identificato per la prima volta come oncogene virale nel Kirsten RAt Sarcoma virus.
La proteina K-Ras è una GTPasi, una classe di enzimi che convertono il nucleotide guanosina trifosfato (GTP) in guanosina difosfato (GDP). In questo modo la proteina K-Ras agisce come un interruttore che viene acceso e spento dalle molecole GTP e GDP. Per trasmettere segnali, deve essere attivato legandosi ad una molecola di GTP. La proteina K-Ras viene inattivata quando converte il GTP in GDP. Quando la proteina è legata al GDP, non trasmette segnali al nucleo della cellula.
Il prodotto genico di KRAS, la proteina K-Ras, è stato trovato per la prima volta come p21 GTPasi. Come altri membri della sottofamiglia Ras delle GTPasi, la proteina K-Ras è uno dei primi attori in molte vie di trasduzione del segnale. La K-Ras è solitamente legata alle membrane cellulari a causa della presenza di un gruppo isoprenico sul suo C-terminale. Ci sono due prodotti proteici del gene KRAS nelle cellule di mammifero che risultano dall'uso dell'esone alternativo 4 (esoni rispettivamente 4A e 4B): la K-Ras4A e la K-Ras4B. Queste proteine hanno strutture diverse nella loro regione C-terminale e utilizzano meccanismi diversi per localizzarsi sulle membrane cellulari, inclusa la membrana plasmatica.

## Funzioni
KRAS funge da interruttore di accensione/spegnimento molecolare, utilizzando la dinamica delle proteine. Una volta attivato allostericamente, recluta e attiva le proteine necessarie per la propagazione dei fattori di crescita, così come altri recettori di segnalazione cellulare come c-Raf e PI 3-chinasi.
KRAS sovraregola il trasportatore del glucosio GLUT1, contribuendo così all'effetto Warburg nelle cellule tumorali. Il gene KRAS si lega a GTP nel suo stato attivo. Possiede inoltre un'attività enzimatica intrinseca che scinde il fosfato terminale del nucleotide, convertendolo in GDP. Dopo la conversione di GTP in GDP, KRAS viene disattivato. Il tasso di conversione è solitamente lento, ma può essere aumentato notevolmente da una proteina accessoria della classe GAP (proteina attivante la GTPasi), ad esempio la RasGAP. A sua volta, il KRAS può legarsi alle proteine della classe del fattore di scambio del nucleotide della guanina (GEF) (come la SOS1), che forza il rilascio del nucleotide legato (GDP). Successivamente, KRAS lega il GTP presente nel citosol e il GEF viene rilasciato dal ras-GTP.
Altri membri della famiglia Ras includono: HRAS e NRAS. Queste proteine sono tutte regolate allo stesso modo e sembrano differire nei loro siti d'azione all'interno della cellula.

## Significato clinico
Questo proto-oncogene è un omologo dell'oncogene Kirsten ras della famiglia del gene Ras dei mammiferi. . Una singola sostituzione amminoacidica, e in particolare una singola sostituzione nucleotidica, è responsabile di una mutazione attivante. La proteina trasformante che ne risulta è implicata in vari tumori maligni, tra cui adenocarcinoma polmonare, adenoma mucinoso, carcinoma duttale del pancreas e cancro del colon-retto.
Sono state scoperte correlazioni fra diverse mutazioni germinali di KRAS con la sindrome di Noonan e la sindrome cardio-facio-cutanea.
Mutazioni somatiche di KRAS si trovano a tassi elevati nelle leucemie, nel cancro del colon-retto, nel cancro del pancreas e nel cancro del polmone.

## Testi di KRAS
Nel luglio 2009, la Food and Drug Administration (FDA) statunitense ha aggiornato le etichette di due farmaci anticorpali monoclonali anti-EGFR indicati per il trattamento del cancro del colon-retto metastatico, il pPanitumumab (Vectibix) e Cetuximab (Ebitux), per includere informazioni sulle mutazioni di KRAS.
Nel 2012, la FDA ha anche approvato il test KRAS di QIAGEN, un test genetico progettato per rilevare la presenza di sette mutazioni nel gene KRAS nelle cellule tumorali del colon-retto. Questo test viene utilizzato per aiutare i medici a identificare i pazienti con carcinoma del colon-retto metastatico per il trattamento con Erbitux. La presenza di mutazioni KRAS nel tessuto del cancro del colon-retto indica che il paziente potrebbe non trarre beneficio dal trattamento con Erbitux. Viceversa, se il risultato del test indica che le mutazioni KRAS sono assenti nelle cellule tumorali del colon-retto, il paziente può essere preso in considerazione per il trattamento con Erbitux.

## Come bersaglio di un farmaco
Le mutazioni del gene drive nel KRAS sono alla base della patogenesi di una quota fino al 20% dei tumori umani. Pertanto, il gene KRAS è un bersaglio farmacologico attraente; tuttavia la mancanza di siti di legame evidenti ha ostacolato lo sviluppo di un trattamento a livello farmaceutico.
A causa dell'affinità straordinariamente alta del GTP/GDP con questo sito attivo, è improbabile che gli inibitori di piccole molecole assunti mediante farmaci possano competere con il legame GTP/GDP. Ad eccezione del punto di legame GTP/GDP, non ci sono evidenti siti di legame ad alta affinità per molecole piccole.
Tuttavia, se una versione mutata della proteina KRAS viene associata alla superficie delle cellule tumorali, il complesso del farmaco-KRAS agisce come un flag che contrassegna le cellule tumorali per la distruzione da parte del sistema immunitario.
Nel 2025 è stato pubblicato uno studio che, su tessuto cresciuto in laboratorio, ha dimostrato che la crescita del tumore al pancreas e del gene KRAS sono favorite dal gene FGFR2 (Fibroblast growth factor receptor 2). Viceversa, l'inibizione di quest'ultimo Gene può rallentare o bloccare del tutto la crescita delle cellule tumorali pancreatiche negli stadi iniziali della malattia.